# Вільям Блаунт
Вільям Блаунт (англ. William Blount) (26 березня/6 квітня 1749 — 21 березня 1800) — державний діяч США.
Старший син у заможній родині з Північної Кароліни. Служив у Континентальній армії, уряді штату Північна Кароліна, був делегатом Континентального конгресу (1782–1783 та 1786–1787). На Філадельфійський конвент запізнився на місяць і рідко промовляв під час перебування делегатом. У 1790 році був призначений губернатором Південно-західної території що став пізніше сучасним штатом Теннессі і став одним із перших сенаторів США від цього штату (1796–1797). У 1798–1800 рр. був членом сенату Теннессі.